# Liste der Nummer-eins-Hits in Kroatien (2025)
Diese Liste der Nummer-eins-Hits basiert auf den offiziellen HRtop100 (Airplaycharts) und den Top lista prodaje (kroatische („domaće“) und ausländische („strano“) Alben) der Hrvatska diskografska udruga (HDU) im Jahr 2024.

## Singles
| ← 2024 ← | Liste der Nummer-eins-Hits in Kroatien | Liste der Nummer-eins-Hits in Kroatien  | Liste der Nummer-eins-Hits in Kroatien                             | |
| \| Zeitraum \| Wo. ges. \| Interpret \| Titel Autor(en) \| Zusätzliche Informationen \| \| (Zeitraum, Wochen auf Platz eins, Interpret, Titel, Autor[en], zusätzliche Informationen) \| \| \| \| \| \| ----------------------------------------------------------------------------------------- \| -------- \| --------------------------------------- \| ------------------------------------------------------------------ \| ------------------------------------------------------------------------------------------------------------ \| \| 1.–4. Woche 4 Wochen (insgesamt 12) \| 12 \| Hiljson Mandela feat. Miach \| Anđeo Ivan Tvrtko Kristijan Hilje, Mia Čičak, Mihovil Šoštarić \| – \| \| 5. Woche 1 Woche \| 1 \| Marko Perković Thompson i Hrvatske Ruže \| Ako ne znaš šta je bilo Marko Perković Thompson, Neno Ninčević \| – \| \| 6.–8. Woche 3 Wochen (insgesamt 12) \| 12 \| Hiljson Mandela feat. Miach \| Anđeo Ivan Tvrtko Kristijan Hilje, Mia Čičak, Mihovil Šoštarić \| – \| \| 9. Woche 1 Woche \| 1 \| Marko Bošnjak \| Poison Cake Bas Wissink, Emma Louise Gale, Ben Pyne, Marko Bošnjak \| Der frisch ausgewählte nationale Beitrag für den Eurovision Song Contest 2025 steigt auf Platz 1 der Charts. \| \| 10. Woche 1 Woche (insgesamt 12) \| 12 \| Hiljson Mandela feat. Miach \| Anđeo Ivan Tvrtko Kristijan Hilje, Mia Čičak, Mihovil Šoštarić \| – \| \| 11.–14. Woche 4 Wochen \| 4 \| Matija Cvek & the Funkensteins \| Moje Matija Cvek \| – \| \| 15.–26. Woche 12 Wochen \| 12 \| Martin Kosovec \| Ti si bila moje sunce Marija Mirković \| – \| \| 27.–28. Woche 2 Wochen (insgesamt 3) \| 3 \| Martin Kosovec \| Atlas Jelena Balašević \| Liedautorin Jelena „Beba“ Balašević ist die Tochter des Liedermachers Đorđe Balašević.[1] \| \| 29. Woche 1 Woche (insgesamt 2) \| 2 \| Nina Badrić \| Alive Bojana Vunturisevic, Luka Jovanović, Nina Badrić \| – \| \| 30. Woche 1 Woche (insgesamt 3) \| 3 \| Martin Kosovec \| Atlas Jelena Balašević \| – \| \| 31. Woche 1 Woche (insgesamt 2) \| 2 \| Nina Badrić \| Alive Bojana Vunturisevic, Luka Jovanović, Nina Badrić \| – \| |                                        |                                         |                                                                    | |
| ← 2024 |                                        |                                         |                                                                    | |
| Zeitraum | Wo. ges.                               | Interpret                               | Titel Autor(en)                                                    | Zusätzliche Informationen                                                                                    |
| (Zeitraum, Wochen auf Platz eins, Interpret, Titel, Autor[en], zusätzliche Informationen) |                                        |                                         |                                                                    | |
| 1.–4. Woche 4 Wochen (insgesamt 12) | 12                                     | Hiljson Mandela feat. Miach             | Anđeo Ivan Tvrtko Kristijan Hilje, Mia Čičak, Mihovil Šoštarić     | – |
| 5. Woche 1 Woche | 1                                      | Marko Perković Thompson i Hrvatske Ruže | Ako ne znaš šta je bilo Marko Perković Thompson, Neno Ninčević     | – |
| 6.–8. Woche 3 Wochen (insgesamt 12) | 12                                     | Hiljson Mandela feat. Miach             | Anđeo Ivan Tvrtko Kristijan Hilje, Mia Čičak, Mihovil Šoštarić     | – |
| 9. Woche 1 Woche | 1                                      | Marko Bošnjak                           | Poison Cake Bas Wissink, Emma Louise Gale, Ben Pyne, Marko Bošnjak | Der frisch ausgewählte nationale Beitrag für den Eurovision Song Contest 2025 steigt auf Platz 1 der Charts. |
| 10. Woche 1 Woche (insgesamt 12) | 12                                     | Hiljson Mandela feat. Miach             | Anđeo Ivan Tvrtko Kristijan Hilje, Mia Čičak, Mihovil Šoštarić     | – |
| 11.–14. Woche 4 Wochen | 4                                      | Matija Cvek & the Funkensteins          | Moje Matija Cvek                                                   | – |
| 15.–26. Woche 12 Wochen | 12                                     | Martin Kosovec                          | Ti si bila moje sunce Marija Mirković                              | – |
| 27.–28. Woche 2 Wochen (insgesamt 3) | 3                                      | Martin Kosovec                          | Atlas Jelena Balašević                                             | Liedautorin Jelena „Beba“ Balašević ist die Tochter des Liedermachers Đorđe Balašević.                       |
| 29. Woche 1 Woche (insgesamt 2) | 2                                      | Nina Badrić                             | Alive Bojana Vunturisevic, Luka Jovanović, Nina Badrić             | – |
| 30. Woche 1 Woche (insgesamt 3) | 3                                      | Martin Kosovec                          | Atlas Jelena Balašević                                             | – |
| 31. Woche 1 Woche (insgesamt 2) | 2                                      | Nina Badrić                             | Alive Bojana Vunturisevic, Luka Jovanović, Nina Badrić             | – |

## Alben
| ← 2024 ← | Liste der Nummer-eins-Hits in Kroatien (Lista prodaje domaće (einheimische Alben)) | Liste der Nummer-eins-Hits in Kroatien (Lista prodaje domaće (einheimische Alben)) | Liste der Nummer-eins-Hits in Kroatien (Lista prodaje domaće (einheimische Alben)) |                           |
| \| Zeitraum \| Wo. ges. \| Interpret \| Titel \| Zusätzliche Informationen \| \| (Zeitraum, Wochen auf Platz eins, Interpret, Titel, zusätzliche Informationen) \| \| \| \| \| \| ------------------------------------------------------------------------------ \| -------- \| -------------------------- \| ----------------------------------------- \| ------------------------- \| \| 52. Woche 2024 – 1. Woche 2025 2 Wochen (insgesamt 3) \| 3 \| (Verschiedene Interpreten) \| Dnevnik velikog Perice \| – \| \| 2. Woche 1 Woche \| 1 \| Male Stvari \| Elemental \| – \| \| 3. Woche 1 Woche \| 1 \| Banda Turizma \| Spašavanje turista u japankama na biokovu \| – \| \| 4. Woche 1 Woche \| 1 \| Pavel \| FM/AM \| – \| \| 5. Woche 1 Woche \| 1 \| Haustor \| Tajni grad \| – \| \| 6.–7. Woche 2 Wochen \| 2 \| Baby Lasagna \| Dmns & Mosquitoes \| – \| \| 8. Woche 1 Woche \| 1 \| Divlje Jagode \| Motori \| – \| \| 9. Woche 1 Woche (insgesamt 2) \| 2 \| Chui \| Do zvijezda \| – \| \| 10.–11. Woche 2 Wochen \| 2 \| Kalikamo \| Jedinstvo \| – \| \| 12. Woche 1 Woche (insgesamt 3) \| 3 \| (Verschiedene Interpreten) \| Dnevnik velikog Perice \| – \| \| 13. Woche 1 Woche (insgesamt 2) \| 2 \| Chui \| Do zvijezda \| – \| \| 14. Woche 1 Woche \| 1 \| Thompson \| Dugopolje (Live 2024) \| – \| \| 15. Woche 1 Woche \| 1 \| Gibonni \| Ruža vjetrova \| – \| \| 16. Woche 1 Woche \| 1 \| Artan Lili \| III \| – \| \| 17. Woche 1 Woche \| 1 \| Meritas \| Igra \| – \| \| 18.–19. Woche 2 Wochen \| 2 \| Dino Merlin \| Mi \| – \| \| 20.–22. Woche 3 Wochen \| 3 \| (Verschiedene Interpreten) \| Zagreb Rap Demo (1985–1992) \| – \| \| 23. Woche 1 Woche \| 1 \| Nika Turković \| Brze suze \| – \| \| 24.–30. Woche 7 Wochen \| 7 \| Marko Perković Thompson \| Hodočasnik \| – \| \| 31. Woche 1 Woche \| 1 \| Oliver Dragojević \| Dolaziš \| – \| |                                                                                    |                                                                                    |                                                                                    |                           |
| ← 2024 |                                                                                    |                                                                                    |                                                                                    |                           |
| Zeitraum | Wo. ges.                                                                           | Interpret                                                                          | Titel                                                                              | Zusätzliche Informationen |
| (Zeitraum, Wochen auf Platz eins, Interpret, Titel, zusätzliche Informationen) |                                                                                    |                                                                                    |                                                                                    |                           |
| 52. Woche 2024 – 1. Woche 2025 2 Wochen (insgesamt 3) | 3                                                                                  | (Verschiedene Interpreten)                                                         | Dnevnik velikog Perice                                                             | –                         |
| 2. Woche 1 Woche | 1                                                                                  | Male Stvari                                                                        | Elemental                                                                          | –                         |
| 3. Woche 1 Woche | 1                                                                                  | Banda Turizma                                                                      | Spašavanje turista u japankama na biokovu                                          | –                         |
| 4. Woche 1 Woche | 1                                                                                  | Pavel                                                                              | FM/AM                                                                              | –                         |
| 5. Woche 1 Woche | 1                                                                                  | Haustor                                                                            | Tajni grad                                                                         | –                         |
| 6.–7. Woche 2 Wochen | 2                                                                                  | Baby Lasagna                                                                       | Dmns & Mosquitoes                                                                  | –                         |
| 8. Woche 1 Woche | 1                                                                                  | Divlje Jagode                                                                      | Motori                                                                             | –                         |
| 9. Woche 1 Woche (insgesamt 2) | 2                                                                                  | Chui                                                                               | Do zvijezda                                                                        | –                         |
| 10.–11. Woche 2 Wochen | 2                                                                                  | Kalikamo                                                                           | Jedinstvo                                                                          | –                         |
| 12. Woche 1 Woche (insgesamt 3) | 3                                                                                  | (Verschiedene Interpreten)                                                         | Dnevnik velikog Perice                                                             | –                         |
| 13. Woche 1 Woche (insgesamt 2) | 2                                                                                  | Chui                                                                               | Do zvijezda                                                                        | –                         |
| 14. Woche 1 Woche | 1                                                                                  | Thompson                                                                           | Dugopolje (Live 2024)                                                              | –                         |
| 15. Woche 1 Woche | 1                                                                                  | Gibonni                                                                            | Ruža vjetrova                                                                      | –                         |
| 16. Woche 1 Woche | 1                                                                                  | Artan Lili                                                                         | III                                                                                | –                         |
| 17. Woche 1 Woche | 1                                                                                  | Meritas                                                                            | Igra                                                                               | –                         |
| 18.–19. Woche 2 Wochen | 2                                                                                  | Dino Merlin                                                                        | Mi                                                                                 | –                         |
| 20.–22. Woche 3 Wochen | 3                                                                                  | (Verschiedene Interpreten)                                                         | Zagreb Rap Demo (1985–1992)                                                        | –                         |
| 23. Woche 1 Woche | 1                                                                                  | Nika Turković                                                                      | Brze suze                                                                          | –                         |
| 24.–30. Woche 7 Wochen | 7                                                                                  | Marko Perković Thompson                                                            | Hodočasnik                                                                         | –                         |
| 31. Woche 1 Woche | 1                                                                                  | Oliver Dragojević                                                                  | Dolaziš                                                                            | –                         |

| ← 2024 ← | Liste der Nummer-eins-Hits in Kroatien (Lista prodaje strano (ausländische Alben)) | Liste der Nummer-eins-Hits in Kroatien (Lista prodaje strano (ausländische Alben)) | Liste der Nummer-eins-Hits in Kroatien (Lista prodaje strano (ausländische Alben)) |                           |
| \| Zeitraum \| Wo. ges. \| Interpret \| Titel \| Zusätzliche Informationen \| \| (Zeitraum, Wochen auf Platz eins, Interpret, Titel, zusätzliche Informationen) \| \| \| \| \| \| ------------------------------------------------------------------------------ \| -------- \| -------------------------------- \| ------------------------------------------ \| ------------------------- \| \| 1.–2. Woche 2 Wochen (insgesamt 5) \| 5 \| The National \| Rome \| – \| \| 3. Woche 1 Woche \| 1 \| Franz Ferdinand \| The Human Fear \| – \| \| 4.–6. Woche 3 Wochen (insgesamt 5) \| 5 \| The National \| Rome \| – \| \| 7. Woche 1 Woche \| 1 \| Frank Black \| Teenager of the Year \| – \| \| 8.–9. Woche 2 Wochen \| 2 \| Teddy Swims \| I’ve Tried Everything But Therapy (Part 2) \| – \| \| 10. Woche 1 Woche (insgesamt 5) \| 5 \| Fontaines D. C. \| Romance \| – \| \| 11.–13. Woche 3 Wochen \| 3 \| Lady Gaga \| Mayhem \| – \| \| 14. Woche 1 Woche (insgesamt 5) \| 5 \| Fontaines D. C. \| Romance \| – \| \| 15. Woche 1 Woche \| 1 \| Taylor Swift feat. Post Malone \| Fortnight \| – \| \| 16. Woche 1 Woche (insgesamt 5) \| 5 \| Fontaines D. C. \| Romance \| – \| \| 17. Woche 1 Woche \| 1 \| Radiohead \| In Rainbows \| – \| \| 18. Woche 1 Woche (insgesamt 5) \| 5 \| Fontaines D. C. \| Romance \| – \| \| 19. Woche 1 Woche \| 1 \| Pink Floyd \| Pink Floyd at Pompeii – MCMLXXII \| – \| \| 20. Woche 1 Woche (insgesamt 5) \| 5 \| Fontaines D. C. \| Romance \| – \| \| 21. Woche 1 Woche \| 1 \| Nirvana \| Bleach \| – \| \| 22.–23. Woche 2 Wochen (insgesamt 7) \| 7 \| Linkin Park \| From Zero \| – \| \| 24.–25. Woche 2 Wochen (insgesamt 4) \| 4 \| Pulp \| More \| – \| \| 26. Woche 1 Woche \| 1 \| Neil Young and the Chrome Hearts \| Talkin’ to the Trees \| – \| \| 27.–28. Woche 2 Wochen (insgesamt 4) \| 4 \| Pulp \| More \| – \| \| 29.–30. Woche 2 Wochen \| 2 \| Wet Leg \| Moisturizer \| – \| \| 31. Woche 1 Woche \| 1 \| Madonna \| Veronica Electronica \| – \| |                                                                                    |                                                                                    |                                                                                    |                           |
| ← 2024 |                                                                                    |                                                                                    |                                                                                    |                           |
| Zeitraum | Wo. ges.                                                                           | Interpret                                                                          | Titel                                                                              | Zusätzliche Informationen |
| (Zeitraum, Wochen auf Platz eins, Interpret, Titel, zusätzliche Informationen) |                                                                                    |                                                                                    |                                                                                    |                           |
| 1.–2. Woche 2 Wochen (insgesamt 5) | 5                                                                                  | The National                                                                       | Rome                                                                               | –                         |
| 3. Woche 1 Woche | 1                                                                                  | Franz Ferdinand                                                                    | The Human Fear                                                                     | –                         |
| 4.–6. Woche 3 Wochen (insgesamt 5) | 5                                                                                  | The National                                                                       | Rome                                                                               | –                         |
| 7. Woche 1 Woche | 1                                                                                  | Frank Black                                                                        | Teenager of the Year                                                               | –                         |
| 8.–9. Woche 2 Wochen | 2                                                                                  | Teddy Swims                                                                        | I’ve Tried Everything But Therapy (Part 2)                                         | –                         |
| 10. Woche 1 Woche (insgesamt 5) | 5                                                                                  | Fontaines D. C.                                                                    | Romance                                                                            | –                         |
| 11.–13. Woche 3 Wochen | 3                                                                                  | Lady Gaga                                                                          | Mayhem                                                                             | –                         |
| 14. Woche 1 Woche (insgesamt 5) | 5                                                                                  | Fontaines D. C.                                                                    | Romance                                                                            | –                         |
| 15. Woche 1 Woche | 1                                                                                  | Taylor Swift feat. Post Malone                                                     | Fortnight                                                                          | –                         |
| 16. Woche 1 Woche (insgesamt 5) | 5                                                                                  | Fontaines D. C.                                                                    | Romance                                                                            | –                         |
| 17. Woche 1 Woche | 1                                                                                  | Radiohead                                                                          | In Rainbows                                                                        | –                         |
| 18. Woche 1 Woche (insgesamt 5) | 5                                                                                  | Fontaines D. C.                                                                    | Romance                                                                            | –                         |
| 19. Woche 1 Woche | 1                                                                                  | Pink Floyd                                                                         | Pink Floyd at Pompeii – MCMLXXII                                                   | –                         |
| 20. Woche 1 Woche (insgesamt 5) | 5                                                                                  | Fontaines D. C.                                                                    | Romance                                                                            | –                         |
| 21. Woche 1 Woche | 1                                                                                  | Nirvana                                                                            | Bleach                                                                             | –                         |
| 22.–23. Woche 2 Wochen (insgesamt 7) | 7                                                                                  | Linkin Park                                                                        | From Zero                                                                          | –                         |
| 24.–25. Woche 2 Wochen (insgesamt 4) | 4                                                                                  | Pulp                                                                               | More                                                                               | –                         |
| 26. Woche 1 Woche | 1                                                                                  | Neil Young and the Chrome Hearts                                                   | Talkin’ to the Trees                                                               | –                         |
| 27.–28. Woche 2 Wochen (insgesamt 4) | 4                                                                                  | Pulp                                                                               | More                                                                               | –                         |
| 29.–30. Woche 2 Wochen | 2                                                                                  | Wet Leg                                                                            | Moisturizer                                                                        | –                         |
| 31. Woche 1 Woche | 1                                                                                  | Madonna                                                                            | Veronica Electronica                                                               | –                         |